# Dameneishockey-Bundesliga 2002/03
Die Saison 2002/03 der österreichischen Dameneishockey-Bundesliga wurde mit acht Mannschaften ausgetragen. Titelverteidiger waren die EHV Sabres Wien, die ihre Meisterschaft auch in der neuen Saison verteidigen konnten.

## Grunddurchgang

### Tabelle nach dem Grunddurchgang
| Platz | Team                   | GP | W (OTW) | L (OTL) | GF:GA  | Pts |
| ----- | ---------------------- | -- | ------- | ------- | ------ | --- |
| 1     | EHV Sabres Wien        | 14 | 14 (0)  | 0 (0)   | 222:14 | 28  |
| 2     | EC The Ravens Salzburg | 14 | 11 (1)  | 2 (0)   | 105:37 | 24  |
| 3     | DEC Dragons Klagenfurt | 14 | 10 (0)  | 4 (0)   | 85:33  | 20  |
| 4     | Vienna Flyers          | 14 | 8 (0)   | 5 (1)   | 80:38  | 17  |
| 5     | Red Angels Innsbruck   | 14 | 4 (1)   | 8 (1)   | 29:111 | 11  |
| 6     | Kundl Crocodiles       | 14 | 2 (1)   | 11 (0)  | 18:116 | 6   |
| 7     | Gipsy Girls Villach    | 14 | 0 (2)   | 10 (2)  | 19:105 | 6   |
| 8     | Grazer Eishexen        | 14 | 2 (0)   | 10 (1)  | 15:119 | 5   |

## Playoffs

### Halbfinale
- EHV Sabres Wien (1) – Vienna Flyers (4): 2:0 (7:0, 4:1)
- EC The Ravens Salzburg (2) – DEC Dragons Klagenfurt (3): 2:1 (3:2, 3:5, 8:2)

### Spiel um Platz 3
- DEC Dragons Klagenfurt (3) – Vienna Flyers (4): 2:1

### Finale
- EHV Sabres Wien (1) – EC The Ravens Salzburg (2): 2:0 (9:3, 8:2)

## Platzierungsspiele
Die Mannschaften auf den Plätzen fünf bis acht spielten in einer einfachen Hinrunde die endgültige Platzierung aus. Hierfür wurden die Begegnungen ausgelost, außerdem wurden wie folgt Bonuspunkte nach dem Ranking in der Tabelle des Grunddurchgangs verteilt:
- Red Angels Innsbruck: 3
- Kundl Crocodiles: 2
- Gipsy Girls Villach: 1
- Grazer Eishexen: 0

Die Ergebnisse der Platzierungsspiele lauteten wie folgt:
- Red Angels Innsbruck – Gipsy Girls Villach: 1:2 n. P.
- Grazer Eishexen – Kundl Crocodiles: 3:5
- Kundl Crocodiles – Red Angels Innsbruck: 0:2
- Gipsy Girls Villach – Grazer Eishexen: 0:1
- Red Angels Innsbruck – Grazer Eishexen: 5:1
- Kundl Crocodiles – Gipsy Girls Villach: 1:2

| Platz | Team                 | GP | W (OTW) | L (OTL) | GF:GA | Pts |
| ----- | -------------------- | -- | ------- | ------- | ----- | --- |
| 1     | Red Angels Innsbruck | 3  | 2 (0)   | 1 (1)   | 8:3   | 8   |
| 2     | Gipsy Girls Villach  | 3  | 2 (1)   | 1 (0)   | 4:3   | 5   |
| 3     | Kundl Crocodiles     | 3  | 1 (0)   | 2 (0)   | 6:7   | 4   |
| 4     | Grazer Eishexen      | 3  | 1 (0)   | 2 (0)   | 5:10  | 2   |

## Kader des Österreichischen Staatsmeisters
| Österreichischer Staatsmeister EHV Sabres Wien | Barbara Zemann, Sandra Borschke – Schwab C., Astrid Bartholomäus, Csöngei H., Esther Kantor, Sadlon M., Sowka E., Denise Altmann, Monika Velika, Strer B., Gabler I., Auer I., Katharina Hybler, Yasmin Weiss, Zeller A., Huber |

## Auszeichnungen
All-Star-Team
- Center: Denise Altmann (EHV Sabres)
- Linker Flügel: Esther Kantor (EHV Sabres)
- Rechter Flügel: Inguna Lukasevica (Ravens Salzburg)
- Linke Verteidigerin: Gabriele Gruber (Grazer Eishexen)
- Rechte Verteidigerin: Christina Walter (Ravens Salzburg)
- Torfrau: Doris Abele (Ravens Salzburg)[1]

Spielertrophäen
- Beste Torfrau: Doris Abele (Ravens Salzburg)
- Beste Verteidigerin: Katharina Hybler (EHV Sabres)
- Beste Stürmerin: Esther Kantor (EHV Sabres)

## Meisterschaftsendstand
1. EHV Sabres Wien
2. EC The Ravens Salzburg
3. DEC Dragons Klagenfurt
4. Vienna Flyers
5. Red Angels Innsbruck
6. Gipsy Girls Villach
7. Kundl Crocodiles
8. Grazer Eishexen